# Chegenī-ye Soflá
Chegenī-ye Soflá är en ort i Iran.   Den ligger i provinsen Kermanshah, i den västra delen av landet, 500 km väster om huvudstaden Teheran. Chegenī-ye Soflá ligger 1 336 meter över havet och antalet invånare är 181.
Terrängen runt Chegenī-ye Soflá är platt åt sydost, men åt nordväst är den kuperad. Terrängen runt Chegenī-ye Soflá sluttar österut.Runt Chegenī-ye Soflá är det ganska tätbefolkat, med 149 invånare per kvadratkilometer. Närmaste större samhälle är Kūzarān-e Sanjābī, 4,7 km väster om Chegenī-ye Soflá. Trakten runt Chegenī-ye Soflá består till största delen av jordbruksmark.